# 岩井圭也
岩井 圭也（いわい けいや、1987年5月24日 - ）は、日本の小説家。大阪府枚方市出身。神奈川県在住。

## 経歴・人物
北海道大学農学部卒業、北海道大学大学院農学院修了。
2017年3月に岩井圭吾名義で投稿した「うつくしい屑」で第8回野性時代フロンティア文学賞の奨励賞を獲得。
2018年に応募した『永遠についての証明』で第9回野性時代フロンティア文学賞を受賞し作家デビュー（受賞作の出版に際して岩井圭也に名義を改める）。

## 受賞・候補歴
太字は受賞
- 『ポロロッカの子』 - 第14回ノベラボグランプリ（最優秀賞）受賞（2016年11月）
- 『うつくしき屑』 - 第8回野性時代フロンティア文学賞（奨励賞）（2017年3月）
- 『裂果』 - 第9回小島信夫文学賞受賞（2017年3月）
- 『永遠についての証明』 - 第9回野性時代フロンティア文学賞受賞（2018年3月）
- 『藍と茜』 - 第38回横溝正史ミステリ大賞候補（2018年4月）
- 『あの夏へ還る』 - 第49回ノベル大賞候補（2018年8月）
- 『最後の鑑定人』 - 第76回日本推理作家協会賞（長編および連作短編集部門）候補（2023年5月）
- 『完全なる白銀』 - 第36回山本周五郎賞候補（2023年5月）
- 『われは熊楠』 - 第171回直木三十五賞候補（2024年）[3]

## 作品リスト

### 単行本・文庫
「横浜ネイバーズ」シリーズ
- 『横浜ネイバーズ』（2023年4月 ハルキ文庫）
- 『飛べない雛 横浜ネイバーズ2』（2023年5月 ハルキ文庫）
- 『凪の海 横浜ネイバーズ3』（2023年11月 ハルキ文庫）
- 『人生賭博 横浜ネイバーズ4』（2024年3月 ハルキ文庫）
- 『ディテクティブ・ハイ 横浜ネイバーズ5』（2024年7月 ハルキ文庫）
- 『中華街の子どもたち 横浜ネイバーズ6』（2025年4月 ハルキ文庫）

最後の鑑定人シリーズ
- 『最後の鑑定人』（2022年7月 KADOKAWA）
- 『科捜研の砦』（2024年6月 KADOKAWA）

ノンシリーズ作品
- 『永遠についての証明』（2018年8月 KADOKAWA / 2022年1月 角川文庫）
- 『夏の陰』（2019年4月 KADOKAWA / 2022年4月 角川文庫）
- 『文身』（2020年3月 祥伝社 / 2023年3月 祥伝社文庫）
- 『プリズン・ドクター』（2020年4月 幻冬舎文庫）
- 『水よ踊れ』（2021年6月 新潮社）
- 『この夜が明ければ』（2021年10月 双葉社 / 2024年10月 双葉文庫）
- 『竜血の山』（2022年1月 中央公論新社）
- 『生者のポエトリー』（2022年4月 集英社）
  - 「生者のポエトリー テレパスくそくらえ」 - 『小説すばる』2019年6月号（集英社）掲載
  - 「生者のポエトリー 夜更けのラテ欄」 - 『小説すばる』2019年9月号 掲載
  - 「生者のポエトリー 最初から行き止まりだった」 - 『小説すばる』2019年11月号 掲載
  - 「生者のポエトリー 幻の月」 - 『小説すばる』2020年2月号 掲載
  - 「生者のポエトリー あしたになったら」 - 『小説すばる』2020年5月号 掲載
  - 「生者のポエトリー 街角の詩」 - 『小説すばる』2021年2月号 掲載
- 『付き添うひと』（2022年9月 ポプラ社）/ 文庫改題『付き添うひと 子ども担当弁護士・朧太一』（2024年9月 ポプラ文庫）
- 『完全なる白銀』（2023年2月 小学館 / 2025年1月 小学館文庫）
- 『楽園の犬』（2023年9月 KADOKAWA / 2025年5月予定 角川文庫）
- 『暗い引力』（2023年12月 光文社）
- 『われは熊楠』（2024年5月 文藝春秋）
- 『舞台には誰もいない』（2024年9月 祥伝社）
- 『夜更けより静かな場所』（2024年10月23日 幻冬舎）
- 『いつも駅からだった』（2024年11月 祥伝社文庫）
- 『汽水域』（2025年2月 双葉社）

### 雑誌発表作品等
小説作品
- 『ポロロッカの子』（岩井圭吾名義、ディスカヴァー・トゥエンティワン電子書籍、2017年3月）
- 「裂果」（岩井圭吾名義） - 『季刊文科』72号（鳥影社、2017年10月）掲載
- 「この夜が明ければ」 - 『小説推理』2020年9月号 - 2021年6月号（双葉社）連載
- 「遺された痕」 - 『小説 野性時代』2020年12月号（KADOKAWA）掲載
- 「愚者の炎」 - 『小説 野性時代』2021年4月号（KADOKAWA）掲載
- 「玩具の言い分」 - 『ジャーロ』No.77 2021 JULY（光文社）掲載
- 「蟻の牙」 - 『ジャーロ』No.80 2022 JANUARY（光文社）掲載
- 「極楽」 - 『ジャーロ』No.82 2022 MAY（光文社）掲載
- 「捏造カンパニー」 - 『ジャーロ』No.84 2022 SEPTEMBER（光文社）掲載
- 「深海ブッククラブ 真昼の子」 - 『小説幻冬』2022年10月号（幻冬舎） - 連載中
- 「真珠配列」 - 『ハヤカワミステリマガジン』2022年11月号（早川書房） - 連載中
- 「汽水域」 - 『小説推理』2023年2月号（双葉社） - 連載中
- 「僕はエスパーじゃない」 - 『ジャーロ』No.86 2023 JANUARY（光文社）掲載
- 「海の子」 - 『ジャーロ』No.88 2023 MAY（光文社）掲載
- 「堕ちる」 - 『ジャーロ』No.90 2023 SEPTEMBER（光文社）掲載
- 「あしたの肖像」 - 『ジャーロ』No.95 2024 JULY - No.99 2025 MARCH（光文社）連載

エッセイ等
- 「受賞コメント」（岩井圭吾名義） - 『小説 野性時代』2018年5月号（KADOKAWA）掲載
- 「一期一衣」 - 『小説すばる』2018年11月号（集英社）掲載
- 「忘れられない味」 - 『PONTOON』2018年11月号（幻冬舎）掲載
- 「［Re：二〇二八年の岩井圭也様］」 - 『小説NON』2018年12月号（祥伝社）掲載
- 「詩人の初期衝動と小説家の使命感」 - 『小説すばる』2022年5月号 掲載